# Херман, Эд
Э́двард Бе́нсон Хе́рман (англ. Edward Benson Herman; род. 2 октября 1980, Ванкувер) — американский боец смешанного стиля, представитель полутяжёлой весовой категории. Выступает на профессиональном уровне начиная с 2003 года, известен по участию в турнирах таких бойцовских организаций как UFC, Strikeforce, Pancrase и др.

## Биография
Эд Херман родился 2 октября 1980 года в городе Ванкувере, штат Вашингтон. Его отец в своё время серьёзно занимался борьбой во время обучения в Айовском университете. Мальчик пошёл по стопам отца, в старшей школе так же состоял в борцовской команде и играл в футбол. Вскоре по окончании школы присоединился к известной бойцовской команде Team Quest и начал готовиться к боям по смешанным правилам. Одновременно с этим подрабатывал барменом и вышибалой в ночном клубе.
В определённый момент освоил бразильское джиу-джитсу, получив в этой дисциплине чёрный пояс.

### Начало профессиональной карьеры
Дебютировал в смешанных единоборствах профессиональном уровне в мае 2003 года, выиграв у своего соперника с помощью удушающего приёма «рычаг локтя». Однако через месяц сам попался на рычаг локтя и потерпел поражение. Дрался в различных небольших американских промоушенах, таких как Desert Brawl, PPKA, SportFight и др. Практически из всех поединков выходил победителем.
В июле 2004 года выступил на турнире Pancrase в Японии, где технической сдачей проиграл местному бойцу Кадзуо Мисаки.
Впоследствии взял верх на такими сильными бойцами как Брайан Эберсоул, Гловер Тейшейра и Дейв Менне.

### The Ultimate Fighter
Имея в послужном списке тринадцать побед и только три поражения, в 2006 году Херман принял участие в популярном бойцовском реалити-шоу The Ultimate Fighter. Благополучно прошёл здесь предварительный этап и победил своего соперника на стадии полуфиналов. В финальном решающем поединке единогласным решением судей уступил Кендаллу Гроуву. Несмотря на проигрыш, Дэйна Уайт был впечатлён его выступлением и предложил эксклюзивный контракт с крупнейшей бойцовской организацией мира Ultimate Fighting Championship.

### Ultimate Fighting Championship
Херман выступал в UFC с переменным успехом, чередуя победы с поражениями, при этом все его бои получались зрелищными и привлекали внимание зрителей. Так, в течение года ему удалось получить два бонуса за лучший приём вечера, бонус за лучший бой вечера и бонус за лучший нокаут вечера.
В январе 2013 года провёл бой на последнем прощальном турнире закрывающегося промоушена Strikeforce, где встретился с бразильцем Роналду Соузой и потерпел поражение сдачей, попавшись на обратный узел локтя.
Впоследствии продолжил выступать в UFC, в общей сложности за более чем десятилетнюю карьеру в организации одержал здесь десять побед и потерпел десять поражений.
12 сентября 2020 года Херман вышел на поединок с Майком Родригесом и этот бой завершился скандалом. Бой проходил с преимуществом Родригеса, который провел достаточно много тяжелых ударов. В одном из эпизодов, после серии ударов ногами от соперника Херман присел на настил ринга и рефери усмотрел в этом удар в пах от Родригеса, дав Херману 5 минут на восстановление. Воспользовавшись передышкой Херман вернулся в бой, но продолжал пропускать удары. В третьем раунде он меняет стратегию боя, переводя оппонента в партер, где в одном из эпизодов у него получается провести болевой прием и одержать победу. 

## Статистика в профессиональном ММА
| Боёв 42         | Побед 26 | Поражений 15 |
| --------------- | -------- | ------------ |
| Нокаутом        | 7        | 3            |
| Сдачей          | 14       | 6            |
| Решением        | 5        | 6            |
| Не состоявшихся | 1        | 1            |

| Результат    | Рекорд    | Соперник           | Способ                                 | Турнир                                                       | Дата             | Раунд | Время | Место                      | Примечание                                                    |
| ------------ | --------- | ------------------ | -------------------------------------- | ------------------------------------------------------------ | ---------------- | ----- | ----- | -------------------------- | ------------------------------------------------------------- |
| Поражение    | 26–15 (1) | Алонсо Мэнифилд    | Единогласное решение                   | UFC 265                                                      | 7 августа 2021   | 3     | 5:00  | Хьюстон, Техас, США        |                                                               |
| Победа       | 26-14 (1) | Майк Родригес      | Сдача (кимура)                         | UFC Fight Night: Waterson vs. Hill                           | 12 сентября 2020 | 3     | 2:41  | Лас-Вегас, США             |                                                               |
| Победа       | 25-14 (1) | Хадис Ибрагимов    | Единогласное решение                   | UFC Fight Night: Zabit vs. Kattar                            | 9 ноября 2019    | 3     | 5:00  | Москва, Россия             |                                                               |
| Победа       | 24-14 (1) | Патрик Камминз     | TKO (удары)                            | UFC Fight Night: dos Anjos vs. Lee                           | 18 мая 2019      | 1     | 3:39  | Рочестер, США              |                                                               |
| Поражение    | 23-14 (1) | Джан Вилланте      | Раздельное решение                     | UFC Fight Night: Volkan vs. Smith                            | 27 октября 2018  | 3     | 5:00  | Монктон, Канада            |                                                               |
| Поражение    | 23-13 (1) | Си Би Доллауэй     | Единогласное решение                   | The Ultimate Fighter: Redemption                             | 7 июля 2017      | 3     | 5:00  | Лас-Вегас, США             |                                                               |
| Поражение    | 23-12 (1) | Никита Крылов      | KO (ногой в голову)                    | UFC 201                                                      | 30 июля 2016     | 2     | 0:40  | Атланта, США               |                                                               |
| Победа       | 23-11 (1) | Тим Боуч           | TKO (удары)                            | UFC Fight Night: Dillashaw vs. Cruz                          | 17 января 2016   | 2     | 1:39  | Бостон, США                | Выступление вечера.                                           |
| Поражение    | 22-11 (1) | Дерек Брансон      | TKO (удары руками)                     | UFC 183                                                      | 31 января 2015   | 1     | 0:36  | Лас-Вегас, США             |                                                               |
| Победа       | 22-10 (1) | Рафаэл Натал       | Единогласное решение                   | UFC Fight Night: Brown vs. Silva                             | 10 мая 2014      | 3     | 5:00  | Цинциннати, США            |                                                               |
| Поражение    | 21-10 (1) | Талес Лейтес       | Единогласное решение                   | UFC 167                                                      | 16 ноября 2013   | 3     | 5:00  | Лас-Вегас, США             |                                                               |
| Победа       | 21-9 (1)  | Тревор Смит        | Раздельное решение                     | UFC on Fox: Johnson vs. Moraga                               | 27 июля 2013     | 3     | 5:00  | Сиэтл, США                 | Бой вечера.                                                   |
| Поражение    | 20-9 (1)  | Роналду Соуза      | Сдача (кимура)                         | Strikeforce: Marquardt vs. Saffiedine                        | 12 января 2013   | 1     | 3:10  | Оклахома-Сити, США         | Бой в промежуточном весе 88 кг.                               |
| Не состоялся | 20-8 (1)  | Джейк Шилдс        | NC (результат отменён)                 | UFC 150                                                      | 11 августа 2012  | 3     | 5:00  | Денвер, США                | Шилдс выиграл единогласным решением, но провалил допинг-тест. |
| Победа       | 20-8      | Клиффорд Старкс    | Сдача (удушение сзади)                 | UFC 143                                                      | 4 февраля 2012   | 2     | 1:43  | Лас-Вегас, США             |                                                               |
| Победа       | 19-8      | Кайл Ноук          | Сдача (обратное скручивание пятки)     | UFC Live: Hardy vs. Lytle                                    | 14 августа 2011  | 1     | 4:15  | Милуоки, США               |                                                               |
| Победа       | 18-8      | Тим Кредор         | TKO (удары руками)                     | The Ultimate Fighter: Team Lesnar vs. Team dos Santos Finale | 4 июня 2011      | 1     | 0:48  | Лас-Вегас, США             |                                                               |
| Поражение    | 17-8      | Аарон Симпсон      | TKO (травма колена)                    | UFC 102                                                      | 29 августа 2009  | 2     | 0:17  | Портленд, США              |                                                               |
| Победа       | 17-7      | Давид Луазо        | Единогласное решение                   | UFC 97                                                       | 18 апреля 2009   | 3     | 5:00  | Монреаль, Канада           |                                                               |
| Поражение    | 16-7      | Алан Белчер        | Раздельное решение                     | UFC Fight Night: Diaz vs. Neer                               | 17 сентября 2008 | 3     | 5:00  | Омаха, США                 |                                                               |
| Поражение    | 16-6      | Демиан Майя        | Техническая сдача (треугольник)        | UFC 83                                                       | 19 апреля 2008   | 2     | 2:27  | Монреаль, Канада           |                                                               |
| Победа       | 16-5      | Джо Доерксен       | KO (удар рукой)                        | UFC 78                                                       | 17 ноября 2007   | 3     | 0:39  | Ньюарк, США                | Нокаут вечера.                                                |
| Победа       | 15-5      | Скотт Смит         | Сдача (удушение сзади)                 | UFC 72                                                       | 16 июня 2007     | 2     | 2:25  | Белфаст, Северная Ирландия | Приём вечера.                                                 |
| Победа       | 14-5      | Крис Прайс         | Сдача (рычаг локтя)                    | UFC Fight Night: Evans vs Salmon                             | 25 января 2007   | 1     | 2:58  | Холливуд, США              | Приём вечера.                                                 |
| Поражение    | 13-5      | Джейсон Макдональд | Сдача (треугольник)                    | UFC Fight Night 6.5                                          | 10 октября 2006  | 1     | 2:43  | Холливуд, США              |                                                               |
| Поражение    | 13-4      | Кендалл Гроув      | Единогласное решение                   | The Ultimate Fighter: Team Ortiz vs. Team Shamrock Finale    | 24 июня 2006     | 3     | 5:00  | Лас-Вегас, США             | Бой вечера.                                                   |
| Победа       | 13-3      | Дейв Менне         | TKO (остановлен секундантом)           | Extreme Challenge 63                                         | 23 июля 2005     | 1     | 5:00  | Хейвард, США               |                                                               |
| Победа       | 12-3      | Ник Томпсон        | TKO (травма)                           | Hand 2 Hand Combat                                           | 17 июня 2005     | 1     | N/A   | Огайо, США                 |                                                               |
| Победа       | 11-3      | Ромес Брауэр       | Сдача (рычаг локтя)                    | IFC: Mayhem in Montana                                       | 30 апреля 2005   | 1     | 2:47  | Биллингс, США              |                                                               |
| Победа       | 10-3      | Гловер Тейшейра    | Единогласное решение                   | SF 9: Respect                                                | 26 марта 2005    | 3     | 5:00  | Грешем, США                | Выиграл титул чемпиона SportFight в полутяжёлом весе.         |
| Поражение    | 9-3       | Джо Доерксен       | Техническая сдача (треугольник)        | SF 7: Frightnight                                            | 23 октября 2004  | 3     | 2:12  | Грешем, США                |                                                               |
| Победа       | 9-2       | Брайан Эберсоул    | Сдача (треугольник)                    | SF 5: Stadium                                                | 28 августа 2004  | 2     | N/A   | Грешем, США                |                                                               |
| Поражение    | 8-2       | Кадзуо Мисаки      | Техническая сдача (треугольник руками) | Pancrase: 2004 Neo-Blood Tournament Final                    | 25 июля 2004     | 2     | 3:31  | Токио, Япония              |                                                               |
| Победа       | 8-1       | Шейн Дэвис         | Сдача (рычаг локтя)                    | SF 4: Fight For Freedom                                      | 26 июня 2004     | 3     | N/A   | Грешем, США                |                                                               |
| Победа       | 7-1       | Кори Девела        | Сдача (рычаг локтя)                    | Pride and Fury                                               | 3 июня 2004      | 1     | 3:20  | Уорли, США                 |                                                               |
| Победа       | 6-1       | Джейсин Флинн      | Сдача (рычаг локтя)                    | SF 3: Dome                                                   | 17 апреля 2004   | 2     | 3:48  | Грешем, США                |                                                               |
| Победа       | 5-1       | Джастин Хоус       | Сдача (рычаг локтя)                    | DesertBrawl 10                                               | 3 апреля 2004    | 2     | 3:45  | Бенд, США                  |                                                               |
| Победа       | 4-1       | Дерек Дауни        | TKO (удары руками)                     | SF 1: Revolution                                             | 21 февраля 2004  | 3     | 2:14  | Портленд, США              |                                                               |
| Победа       | 3-1       | Рич Гуэрин         | Сдача (американа)                      | PPKA: Ultimate Fight Night 3                                 | 3 января 2004    | 4     | 2:17  | Якима, США                 |                                                               |
| Победа       | 2-1       | Райан Поуп         | Сдача (рычаг локтя)                    | Desert Brawl 9                                               | 8 ноября 2003    | 1     | 0:24  | Бенд, США                  |                                                               |
| Поражение    | 1-1       | Шейн Дэвис         | Сдача (рычаг локтя)                    | TQP: Sport Fight «Second Coming»                             | 23 августа 2003  | 1     | 2:18  | Грешем, США                |                                                               |
| Победа       | 1-0       | Райан Поуп         | Сдача (рычаг локтя)                    | Xtreme Ring Wars 2                                           | 10 мая 2003      | 1     | 2:38  | Паско, США                 |                                                               |